# Fjärding
Fjärding (äldre form: Fjärdung), fjärdedel.
- Volymmått
  - för våta varor och även för lakegods = 1/4 tunna = 12 kannor = 2 åttingar = 31,4 liter
  - för torra varor = 1/8 tunna = 1/4 spann = 4 kappar = 18,3 liter. 1 tunna våta varor = 4 fjärdingar = 48 kannor = 125 liter.
- Förr en av de fyra delar, vari ett härad var delat; även fjärdedelen av ett skeppslag, en by o.s.v.
- (Isl. fiórðungr). Se Allting.

## Tunnan och dess indelning som våtvarumått
Källa:
| Tunna | Halvtunna | Fjärding | Åtting | Sextondel | Kanna | Liter   |
| ----- | --------- | -------- | ------ | --------- | ----- | ------- |
| 1     | 2         | 4        | 8      | 16        | 48    | 125,616 |
|       | 1         | 2        | 4      | 8         | 24    | 62,808  |
|       |           | 1        | 2      | 4         | 12    | 31,404  |
|       |           |          | 1      | 2         | 6     | 15,702  |
|       |           |          |        | 1         | 3     | 7,851   |
|       |           |          |        |           | 1     | 2,617   |